# Bollingsted Å
Bollingsted Å (på tysk Bollingstedter Au, sjælden Torsbæk) er et vandløb ved overgangen fra Angel (Lusangel) til gesten i det centrale Sydslesvig syd for den dansk-tyske grænse. Åen har en samlet længde på 27,5 km. Den udspringer øst for landsbyerne Havetoftløjt og Torsballe, løber derfra mod sydvest forbi landsbyerne Hostrup og Havetoft, Holming og Krogsbøl (Kroxbüll), passerer Stenderup, Siversted og Stenderupå, bugter sig gennem det midtslesvigske gestlandskab mellem Hjalm Mose og Bøgmose, løber sydøst om Engbrosø og nord om skoven Stenholt, passerer Bollingsted Mølledam og munder vest for Bollingsted ud i Trenen. Åen har tilløb af Halerøj Å (Haalroiau), Eskær Å (også Spang Å, ty. Eskjerau el. Esler Au), Krittenborg Å (afledt af angeldansk at kritte≈at krible, klø), Bunsbøl Å, Skovbæk (også: Holming Å), Havetoft Møllebæk, Helligbæk og Skelbæk (ty. Schelbek). En del af åen danner kommunegrænsen mellem Stolk (Farensted Sogn, Strukstrup Herred, tidl. Gottorp Amt) og Bollingsted (Eggebæk Sogn, Ugle Herred, tidl. Flensborg Amt). Bollingsted Å er en af de største biflod af Trenen.
Dele af åen kaldes også Hostrup Å og Stenderup Å. Bollingsted Å er første gang nævnt 1638. Tidligere hed hele åen Helligbæk.